# Luci Alfè Seneció
Luci Alfè Seneció (llatí: Lucius Alfenus Senecio) va ser un polític romà de les darreries del segle ii dC i començament del segle iii.
Nascut a l'actual Djémila, Algèria, era un ciutadà romà del nord d'Àfrica. Va servir com a cònsol i governador de la Síria l'any 200 i més tard, entre el 205 i el 207, fou governador de Britànnia, sent el darrer en el càrrec abans que Britànnia es dividís en múltiples províncies.
Durant el seu mandat va restaurar moltes de les fortificacions romanes adjacents o vinculades al Mur d'Adrià. L'historiador Cassi Dió també fa referències a victòries militars romanes en la província l'any 206, de manera que molt probablement Alfè va finalitzar les campanyes dels seus predecessors per recuperar i pacificar les fronteres. Malgrat tot, va tenir problemes amb les tribus que habitaven al nord del mur com els meates i pobles de Caledònia i aparentment va organitzar expedicions més al nord de la frontera. Va erigir un monument per commemorar la seva victòria a Benwell.
L'historiador Herodià va escriure que Luci Alfè va demanar reforços a l'emperador Septimi Sever, potser per llençar expedicions de càstig contra pobles d'Escòcia o per organitzar una expedició militar comandada pel mateix emperador. En el seu informe, citava que els bàrbars assolaven les terres, prenent botí i causant gran destrucció. L'emperador, malgrat tenir ja 62 anys, va decidir intervenir personalment i va arribar a Britànnia l'any 208 per liderar la campanya.
Un cop a Britànnia, Sever va posar al seu fill més jove, Publi Septimi Geta al capdavant de nombroses tasques administratives de la província, si bé actuant més com un virrei que no pas com a governador. Fos com fos, el paper de Luci Alfè Seneció va romandre relegat a un segon pla.
Però Sever va morir mentre visitava York l'any 211, i el seu fill gran Caracal·la va voler reclamar el tron per ell sol. Abans de partir cap a Roma i en un intent de tancar els assumptes pendents a Britànnia, va ordenar dividir la província en dos, Britànnia Inferior i Britànnia Superior, cadascuna amb el seu propi governador.